# سارة زيتل
سارة زيتل (ولدت في 14 ديسمبر 1966) هي مؤلفة خيال علمي أمريكي وتشويق وغموض.

## الحياة والوظيفة
ولدت زيتل في سكرامنتو، كاليفورنيا. والدتها، جيل بيفيرز، مدرسة متقاعدة وأخصائية اجتماعية. والدها ليونارد فرانسيس زيتل، الابن مهندس ومبرمج متقاعد. حصلت على بكالوريوس في الاتصالات من جامعة ميتشجن عام 1988. هي متزوجة من عالم صواريخ. تعيش حاليًا في ميشيغان.
نشرت زيتل قصتها القصيرة الأولى في عام 1988. تم ترشيح روايتها الأولى، استصلاح، لجائزة فيليب ك. ديك في عام 1996، وفي عام 1997 فازت (ربطة عنق) بجائزة لوكاس لأفضل رواية أولى. فازت روايتها الملائكة المرة، التي تكتب باسم سي ال اندرسون، بجائزة فيليب ك. ديك لعام 2010 لأفضل رواية أصلية ذات غلاف عادي. وتكتب زيتل أسرار الوصاية والرومانسية تحت الاسم المستعار دارسي وايلد.

## الفهرس

### روايات خيال علمي
- الاستصلاح (1996)
- حرب الأحمق (1997)
- لعب الله (1998)
- الغزو الهادئ (2000)
- مملكة الأقفاص (2001)
- الملائكة المرة (2009) (باسم مستعار، مثل سي إل أندرسون)-2010 جائزة فيليب ك. ديك

### مسلسل إيزافالتا (خيال)
- خيانة الساحر (2002)
- تاج المغتصب (2003)
- انتقام فايربيرد (2004)
- سيف المخادع (2007)

### مسلسل كاميلوت (خيال)
- في ظل كاميلوت (2004)
- لشرف كاميلوت (2005)
- تحت راية كاميلوت (2006)
- دم كاميلوت (2008)

### ثلاثية الجنيات الأمريكية (خيال)
- فتاة الغبار (2012)
- جولدن جيرل (2013)
- فتاة الحظ السيئ (2014)

### سلسلة طاه مصاص دماء (غموض)
- طعم الحياة الليلية (رقم 1) (2011)
- دعهم يأكلون حصة (رقم 2) (2012)

### روايات غامضة
- قصر الجواسيس (2013)
- الخداع الخطير (2014)
- ماسك قاتل (2016)

### مجموعة القصة القصيرة
- ملكة جمال أندروود وحورية البحر (1999)

### سلسلة روزاليند ثورن (غموض) بدور دارسي وايلد
- امرأة مفيدة (2016)
- مسألة خاصة بحتة (2017)
- وخطير لمعرفة (2020)

## الجوائز والترشيحات
الجوائز الكبرى والترشيحات في مجال الخيال العلمي:
- جوائز سيديوايز، أعمال التاريخ البديل، عن «استمرار النفوس» (مؤامرة الظل)، ترشيح، 2010
- جائزة جيمس تيبتري جونيور التذكارية، عن لعب الله، القائمة المختصرة، 1999
- جائزة لوكاس، عن فيلم حرب الأحمق، المركز الثامن، 1998
- - جائزة لوكاس، عن رواية الاستصلاح، عن فئة الرواية الأولى، فائز (ربطة عنق) 1997
- جائزة لوكاس عن فيلم تحت الضغط (أنالوغ أبريل 1996)، فئة القصة القصيرة، وصل إلى المرحلة النهائية، 1997
- جائزة فيليب ك. ديك، عن رواية الاستصلاح، وصل إلى النهائيات، 1997
- استطلاع القراء التناظري، المعروف أيضًا باسم أنلاب، عن «يقودها ضوء القمر» (تمثيلي في ديسمبر 1991)، أفضل قصة قصيرة، المركز الخامس، 1992

## الروابط الخارجية
- الموقع الرسمي
- السيرة الذاتية والمقابلة  على موقع ناشرها (Hachette Book Group USA)
- مقابلة مع SFFWorld.com
- سارة زيتل  على قاعدة بيانات الخيال التأملي على الإنترنت
- ببليوغرافيا على SciFan
- قصة خلف Golden Girl - مقال عن Upcoming4.me